# Discografia de Nirvana
Este anexo é sobre a discografia do Nirvana, uma banda de grunge de Aberdeen, Washington, que consiste de três álbuns de estúdio, três álbuns ao vivo, dois EPs, quatro coletâneas, vinte e um singles e dois box sets.
O Nirvana foi formado em 1987 pelo vocalista e guitarrista Kurt Cobain e pelo baixista Krist Novoselic, com a posição de baterista sendo preenchida por vários músicos. A banda lançou seu álbum de estreia, Bleach, em 1989 pela gravadora independente Sub Pop. Após se juntar ao último baterista, Dave Grohl, e assinar com a Geffen Records, subsidiária da DGC Records, a banda lançou seu segundo álbum de estúdio, Nevermind, que mais tarde se tornou um dos maiores álbuns de todos os tempos,  e popularizou o movimento grunge de Seattle e a música alternativa. O terceiro álbum de estúdio da banda, In Utero, também foi um sucesso comercial e crítico, embora não correspondesse ao precedente de vendas estabelecido pelo Nevermind — como os membros da banda esperavam. O Nirvana se desfez em 1994 após a morte de Cobain; desde então vários lançamentos póstumos têm sido emitidos. São considerados uma das maiores bandas do século XX, e desde a sua estreia, a banda já vendeu cerca de 75 milhões de álbuns no mundo todo, sendo 25 milhões apenas nos EUA.

## Álbuns de estúdio
| Ano                                                                                       | Álbum                                                                                                 | Melhor Posição | Melhor Posição | Melhor Posição | Melhor Posição | Melhor Posição | Melhor Posição | Melhor Posição | Melhor Posição | Melhor Posição | Melhor Posição | Melhor Posição | Melhor Posição | Vendas e Certificações |
| Ano                                                                                       | Álbum                                                                                                 | EUA            | RU             | CAN            | AUS            | NOR            | SUI            | PB             | AUT            | SUE            | FIN            | NZL            | JAP            | Vendas e Certificações |
| ----------------------------------------------------------------------------------------- | --- | -------------- | -------------- | -------------- | -------------- | -------------- | -------------- | -------------- | -------------- | -------------- | -------------- | -------------- | -------------- | --- |
| 1989                                                                                      | Bleach - Lançamento: 15 de junho de 1989 - Formatos: CD, CC, LP - Gravadora: Sub Pop (SP-34)          | 89             | 33             | —              | 34             | —              | —              | —              | 26             | —              | 24             | 30             | 46             | - Vendas nos : + 1.5 milhões - Platina (RIAA) |
| 1991                                                                                      | Nevermind - Lançamento: 24 de setembro de 1991 - Formatos: CD, CC, LP - Gravadora: DGC (24425)        | 1              | 7              | 1              | 2              | 2              | 2              | 5              | 2              | 1              | 1              | 2              | 24             | - Vendas nos : + 10 milhões - Vendas mundiais: 30 milhões - Platina – ABPD - 2× Platina – MCC - 5× Platina – BPI - Diamante – RIAA - Diamante – Music Canada - Diamante – SNEP |
| 1993                                                                                      | In Utero - Lançamento: 13 de setembro de 1993 - Formatos: CD, CC, LP - Gravadora: DGC, Geffen (24607) | 1              | 1              | 3              | 2              | 7              | 16             | 4              | 8              | 1              | 5              | 3              | 13             | - Vendas nos : + 5 milhões - Vendas mundiais: + 15 milhões - Ouro – MCC - Ouro – ABPD - Platina – BPI - Platina – SNEP - 5× Platina – RIAA - 6× Platina – Music Canada         |
| "—" denota lançamentos que não entraram na parada ou não foram lançados nesse território. | |                |                |                |                |                |                |                |                |                |                |                |                | |

## Álbuns ao vivo
| Ano                                                                                       | Álbum | Melhor Posição | Melhor Posição | Melhor Posição | Melhor Posição | Melhor Posição | Melhor Posição | Melhor Posição | Melhor Posição | Melhor Posição | Melhor Posição | Melhor Posição | Melhor Posição | Vendas e Certificações |
| Ano                                                                                       | Álbum | EUA            | RU             | CAN            | AUS            | NOR            | SUI            | PB             | AUT            | SUE            | FIN            | NZL            | JAP            | Vendas e Certificações |
| ----------------------------------------------------------------------------------------- | --- | -------------- | -------------- | -------------- | -------------- | -------------- | -------------- | -------------- | -------------- | -------------- | -------------- | -------------- | -------------- | --- |
| 1994                                                                                      | MTV Unplugged in New York - Lançamento: 1º de novembro de 1994 - Formatos: CD, CC, LP - Gravadora: DGC, Geffen (24727)           | 1              | 1              | 1              | 1              | 6              | 3              | 2              | 1              | 2              | 3              | 1              | 20             | - Vendas nos : + 6 milhões - Platina — ABPD - 2× Platina — BPI - 2× Platina — SNEP - 5× Platina — RIAA - 9× Platina — Music Canada |
| 1996                                                                                      | From the Muddy Banks of the Wishkah - Lançamento: 1º de outubro de 1996 - Formatos: CD, CC, LP - Gravadora: DGC, Geffen (25105)  | 1              | 4              | 1              | 1              | 8              | 9              | 14             | 3              | 6              | 2              | 2              | 12             | - Vendas nos : + 1.15 milhões - 2× Ouro — SNEP - Platina — RIAA - 2× Platina — Music Canada                                        |
| 2009                                                                                      | Live at Reading - Lançamento: 3 de novembro de 2009 - Formatos: CD, CD+DVD, 2×LP - Gravadora: Geffen (B0013503-02) (B0013501-00) | 37             | 32             | 17             | —              | 28             | 97             | 64             | 28             | —              | —              | 33             | 7              | - Prata — BPI |
| "—" denota lançamentos que não entraram na parada ou não foram lançados nesse território. | |                |                |                |                |                |                |                |                |                |                |                |                | |

## Coletâneas
| Ano                                                                                       | Álbum | Melhor Posição | Melhor Posição | Melhor Posição | Melhor Posição | Melhor Posição | Melhor Posição | Melhor Posição | Melhor Posição | Melhor Posição | Melhor Posição | Melhor Posição | Melhor Posição | Vendas e Certificações |
| Ano                                                                                       | Álbum | EUA            | RU             | CAN            | AUS            | NOR            | SUI            | PB             | AUT            | SUE            | FIN            | NZL            | JAP            | Vendas e Certificações |
| ----------------------------------------------------------------------------------------- | --- | -------------- | -------------- | -------------- | -------------- | -------------- | -------------- | -------------- | -------------- | -------------- | -------------- | -------------- | -------------- | --- |
| 1992                                                                                      | Incesticide - Lançamento: 14 de dezembro de 1992 - Formatos: CD, CC, LP - Gravadora: Sub Pop, DGC (24504)                                       | 39             | 14             | 21             | 22             | —              | 18             | 36             | 10             | 27             | 18             | 23             | 50             | - Vendas nos : + 1.13 milhões - Ouro BPI - Ouro SNEP - Platina RIAA - 2× Platina Music Canada                                                |
| 1996                                                                                      | Singles - Lançamento: 1º de março de 1996 - Formatos: Box set 6×CD - Gravadora: DGC, Geffen (24901)                                             | —              | —              | —              | —              | —              | —              | —              | —              | —              | —              | —              | —              | |
| 2002                                                                                      | Nirvana - Lançamento: 29 de outubro de 2002 - Formatos: CD, CC, LP - Gravadora: DGC, Geffen (25105)                                             | 3              | 3              | 2              | 1              | 5              | 2              | 12             | 1              | 10             | 9              | 2              | 6              | - Vendas nos : + 1,000,000 - Vendas mundiais: + 6.0 milhoes - Ouro SNEP - Ouro e Platina ABPD - Platina BPI - Platina RIAA - 2× Platina IFPI |
| 2004                                                                                      | With the Lights Out - Lançamento: 23 de novembro de 2004 - Formatos: Box set 3×CD+DVD - Gravadora: DGC, Geffen (000372700), Universal (9864838) | 19             | 56             | 10             | —              | 31             | 28             | 65             | 34             | —              | —              | 39             | 16             | - Vendas nos : + 1,000,000 - Platina RIAA |
| 2005                                                                                      | Sliver: The Best of the Box - Lançamento: 1º de novembro de 2005 - Formatos: CD - Gravadora: DGC, Geffen (000561702), Universal (1190)          | 21             | 56             | —              | 95             | —              | 87             | —              | 26             | —              | —              | —              | 33             | - Vendas nos : + 38,000 |
| 2010                                                                                      | Icon - Lançamento: 31 de agosto de 2010 - Formatos: CD - Gravadora: Universal                                                                   | —              | —              | —              | —              | —              | —              | —              | —              | —              | —              | —              | —              | |
| "—" denota lançamentos que não entraram na parada ou não foram lançados nesse território. | |                |                |                |                |                |                |                |                |                |                |                |                | |

## EPs
| 1989                                                                                      | Blew - Lançamento: Dezembro de 1989 - Formatos: CD, Single 12" - Gravadora: Tupelo               | — | —  | Blew estava destinado a ser lançado para promover uma próxima turnê europeia, mas esse plano foi desfeito, e o EP acabou sendo lançado exclusivamente no Reino Unido logo após a sua conclusão. |
| 1992                                                                                      | Hormoaning - Lançamento: Janeiro de 1992 - Formatos: CD, CC, Single 12" - Gravadora: DGC, Geffen | 2 | 67 | Hormoaning foi lançado somente na Austrália e no Japão, com duas capas diferentes acompanhando o lançamento em cada país, para promover a turnê da banda na Orla do Pacífico.                   |
| "—" denota lançamentos que não entraram na parada ou não foram lançados nesse território. |                                                                                                  |   |    | |

## Singles
| Ano                                                                                       | Single                      | Melhor Posição | Melhor Posição | Melhor Posição | Melhor Posição | Melhor Posição | Melhor Posição | Melhor Posição | Melhor Posição | Melhor Posição | Melhor Posição | Melhor Posição | Melhor Posição | Melhor Posição | Certificações | Álbum                     |
| Ano                                                                                       | Single                      | EUA Hot 100    | EUA Main       | EUA Mod        | RU             | CAN            | IRL            | NZL            | AUS            | FRA            | FIN            | SUE            | BEL            | PB             | Certificações | Álbum                     |
| ----------------------------------------------------------------------------------------- | --------------------------- | -------------- | -------------- | -------------- | -------------- | -------------- | -------------- | -------------- | -------------- | -------------- | -------------- | -------------- | -------------- | -------------- | ------------- | ------------------------- |
| 1988                                                                                      | "Love Buzz"                 | —              | —              | —              | —              | —              | —              | —              | —              | —              | —              | —              | —              | —              |               | Bleach                    |
| 1990                                                                                      | "Sliver"                    | —              | —              | 19             | 90             | —              | 23             | —              | —              | —              | —              | —              | —              | —              |               | Incesticide               |
| 1991                                                                                      | "Smells Like Teen Spirit"   | 6              | 7              | 1              | 7              | 9              | 15             | 1              | 5              | 1              | 9              | 3              | 1              | 3              | Platina RIAA  | Nevermind                 |
| 1992                                                                                      | "Come as You Are"           | 32             | 3              | 3              | 9              | 27             | 7              | 3              | 25             | 12             | 12             | 24             | 15             | 16             |               | Nevermind                 |
| 1992                                                                                      | "Lithium"                   | 64             | 16             | 25             | 11             | 83             | 5              | 28             | 54             | —              | 3              | —              | 28             | 17             |               | Nevermind                 |
| 1992                                                                                      | "In Bloom"                  | —              | 5              | —              | 28             | —              | 7              | 20             | 73             | —              | —              | 30             | —              | 87             |               | Nevermind                 |
| 1993                                                                                      | "Heart-Shaped Box"          | —              | 4              | 1              | 5              | 17             | 6              | 9              | 21             | 37             | 14             | 16             | 31             | 36             |               | In Utero                  |
| 1993                                                                                      | "All Apologies/Rape Me"     | —              | 4              | 1              | 32             | 41             | 20             | 32             | 58             | 20             | —              | —              | —              | —              |               | In Utero                  |
| 1994                                                                                      | "Pennyroyal Tea"[II]        | —              | —              | —              | —              | —              | —              | —              | —              | —              | —              | —              | —              | —              |               | In Utero                  |
| 1994                                                                                      | "About a Girl"[III]         | —              | 3              | 1              | —              | 10             | —              | —              | 4              | 23             | 8              | 20             | 13             | 22             |               | MTV Unplugged in New York |
| 2002                                                                                      | "You Know You're Right"[IV] | 45             | 1              | 1              | —              | —              | —              | —              | —              | —              | —              | —              | —              | —              |               | Nirvana                   |
| "—" denota lançamentos que não entraram na parada ou não foram lançados nesse território. |                             |                |                |                |                |                |                |                |                |                |                |                |                |                |               |                           |

- I ↑  Embora "Sliver" fosse inicialmente lançado como um single independente pela Sub Pop, ele não entrou nas paradas nos Estados Unidos ou na Irlanda até a sua aparição em Incesticide (1992), lançado pela DGC.
- II ↑  Cancelado após a morte de Kurt Cobain. Quantidades limitadas foram lançadas.
- III ↑  Lançado somente na Europa e na Austrália.
- IV ↑  Lançado somente como um single promocional e um download.

### Singles promocionais
| 1991                                                                                      | "On a Plain"[V]                  | —  | —  | 25 | —  | —  | —  | —  | Nevermind                           |
| 1992                                                                                      | "Molly's Lips"[VI]               | —  | —  | —  | —  | —  | —  | —  | Incesticide                         |
| 1994                                                                                      | "The Man Who Sold the World"     | 39 | 12 | 6  | —  | 24 | 22 | —  | MTV Unplugged in New York           |
| 1994                                                                                      | "Where Did You Sleep Last Night" | —  | —  | —  | —  | —  | —  | —  | MTV Unplugged in New York           |
| 1994                                                                                      | "Lake of Fire"                   | —  | 22 | —  | —  | —  | —  | 17 | MTV Unplugged in New York           |
| 1996                                                                                      | "Aneurysm"                       | 63 | 11 | 13 | 40 | —  | 49 | 1  | From the Muddy Banks of the Wishkah |
| 1996                                                                                      | "Drain You"                      | —  | —  | —  | —  | —  | —  | —  | From the Muddy Banks of the Wishkah |
| "—" denota lançamentos que não entraram na parada ou não foram lançados nesse território. |                                  |    |    |    |    |    |    |    |                                     |

- V ↑  Lançado somente nos Estados Unidos.
- VI ↑  Lançado somente no Brasil.

### Split singles
| Ano                                                                                       | Single                             | Outro artista    | Melhor Posição | Melhor Posição | Melhor Posição |
| Ano                                                                                       | Single                             | Outro artista    | EUA Main       | EUA Mod        | RU             |
| ----------------------------------------------------------------------------------------- | ---------------------------------- | ---------------- | -------------- | -------------- | -------------- |
| 1991                                                                                      | "Candy/Molly's Lips"               | The Fluid        | —              | —              | —              |
| 1991                                                                                      | "Here She Comes Now/Venus in Furs" | The Melvins      | —              | —              | —              |
| 1993                                                                                      | "Puss/Oh, the Guilt"               | The Jesus Lizard | —              | —              | 12             |
| "—" denota lançamentos que não entraram na parada ou não foram lançados nesse território. |                                    |                  |                |                |                |

## Álbuns de vídeo
| 1994 2006                                                                                 | Live! Tonight! Sold Out!! - Lançamento: 15 de novembro de 1994 e 7 de novembro de 2006 - Formatos: VHS, DVD | — 4 (DVD) | — | — 6 (DVD) | — 9 (DVD) | - 2× Platina Music Canada (VHS) - 3× Platina RIAA (VHS) |
| 2005                                                                                      | Classic Albums: Nirvana – Nevermind - Lançamento: 22 de março de 2005 - Formatos: DVD                       | —         | 3 | —         | 13        | - Platina RIAA                                          |
| 2006                                                                                      | Nirvana – A Classic Album Under Review – In Utero - Lançamento: 21 de novembro de 2006 - Formatos: DVD      | —         | — | —         | —         |                                                         |
| 2007                                                                                      | MTV Unplugged in New York - Lançamento: 20 de novembro de 2007 - Formatos: DVD                              | 6         | — | —         | 3         |                                                         |
| 2009                                                                                      | Live at Reading - Lançamento: 3 de novembro de 2009 - Formatos: DVD                                         | —         | — | —         | 4         |                                                         |
| "—" denota lançamentos que não entraram na parada ou não foram lançados nesse território. | |           |   |           |           |                                                         |

## Videoclipes
| Ano  | Canção                         | Diretor        | Ref.   |
| ---- | ------------------------------ | -------------- | ------ |
| 1990 | "In Bloom" (versão da Sub Pop) | Steve Brown    | [ 61 ] |
| 1991 | "Smells Like Teen Spirit"      | Samuel Bayer   | [ 62 ] |
| 1992 | "Come as You Are"              | Kevin Kerslake | [ 63 ] |
| 1992 | "Lithium"                      | Kevin Kerslake | [ 63 ] |
| 1992 | "In Bloom"                     | Kevin Kerslake | [ 63 ] |
| 1993 | "Sliver"                       | Kevin Kerslake | [ 63 ] |
| 1993 | "Heart-Shaped Box"             | Anton Corbijn  | [ 64 ] |
| 2002 | "You Know You're Right"        | Chris Hafner   | [ 65 ] |

## Outras participações
| Ano  | Canção                          | Álbum                                                | Comentários | Ref.   |
| ---- | ------------------------------- | ---------------------------------------------------- | --- | ------ |
| 1988 | "Spank Thru"                    | Sub Pop 200                                          | A versão de estúdio desta canção foi lançada somente nesta coletânea da Sub Pop. | [ 66 ] |
| 1989 | "Mexican Seafood"               | Teriyaki Asthma, Vol. 1                              | Posteriormente relançada em Incesticide. | [ 67 ] |
| 1990 | "Do You Love Me?"               | Hard to Believe: Kiss Covers Compilation             | Cover de uma canção de 1976 do Kiss. | [ 68 ] |
| 1990 | "Here She Comes Now"            | Heaven and Hell: A Tribute to the Velvet Underground | Cover de uma canção de 1968 do Velvet Underground. posteriormente lançada no split single "Here She Comes Now/Venus in Furs" e em With the Lights Out.                                                                            |        |
| 1991 | "Beeswax"                       | Kill Rock Stars                                      | Posteriormente relançada em Incesticide. | [ 69 ] |
| 1991 | "Dive"                          | The Grunge Years                                     | Anteriormente lançada como lado-B do single "Sliver". Posteriormente incluída em Incesticide | [ 70 ] |
| 1992 | "Return of the Rat"             | Eight Songs for Greg Sage and The Wipers             | Cover de uma canção de 1979 do Wipers. Posteriormente relançada em With the Lights Out. | [ 71 ] |
| 1993 | "Sappy" ("Verse Chorus Verse")  | No Alternative                                       | Versão gravada durante as sessões de In Utero. Lançada como faixa oculta nessa colêtanea da Red Hot AIDS Benefit Series, a princípio ficou conhecida como "Verse Chorus Verse", embora este seja o nome de outra canção da banda. | [ 72 ] |
| 1993 | "I Hate Myself and Want to Die" | The Beavis and Butt-Head Experience                  | Gravada durante as sessões de In Utero. Esta versão de "I Hate Myself and Want to Die" difere daquela encontrada em With the Lights Out.                                                                                          | [ 73 ] |
| 1994 | "Pay to Play"                   | DGC Rarities, Vol. 1                                 | Versão demo de "Stay Away", que é uma canção em Nevermind. | [ 74 ] |
| 1996 | "Come as You Are"               | Fender 50th Anniversary Guitar Legends               | Anteriormente lançada em Nevermind. | [ 75 ] |
| 1996 | "Radio Friendly Unit Shifter"   | Home Alive: The Art of Self Defense                  | Versão ao vivo de um concerto em Grenoble, França, em 1994. | [ 76 ] |
| 1996 | "Negative Creep"                | Hype!                                                | Anteriormente lançada em Bleach. | [ 77 ] |
| 1998 | "Blew", "Love Buzz"             | The Birth of Alternative Vol. 1                      | Ambas as faixas foram anteriormente lançadas em Bleach. | [ 78 ] |
| 1998 | "About a Girl"                  | The Birth of Alternative Vol. 2                      | Anteriormente lançada em Bleach. | [ 78 ] |
| 1999 | "Rape Me"                       | Saturday Night Live: The Musical Performances Vol. 2 | Versão ao vivo de uma participação no Saturday Night Live. | [ 79 ] |
| 2001 | "Smells Like Teen Spirit"       | Music of the Millennium                              | Anteriormente lançada em Nevermind. | [ 80 ] |

## Canções inéditas
Courtney Love declarou em maio de 2002 que ela possuía 109 fitas inéditas feitas por Cobain, com ou sem os outros membros do Nirvana. Dessas canções, muitas foram lançadas no box set de 61 canções With the Lights Out, com três canções "recém-descobertas" aparecendo na coletânea Sliver: The Best of the Box. Além do restante da coleção de Love, existe também uma abundância de canções do Nirvana lançadas não oficialmente, incluindo covers e jam sessions, em bootlegs. No entanto, várias dessas canções inéditas também já foram lançadas em With the Lights Out.